# 蘇宣奎

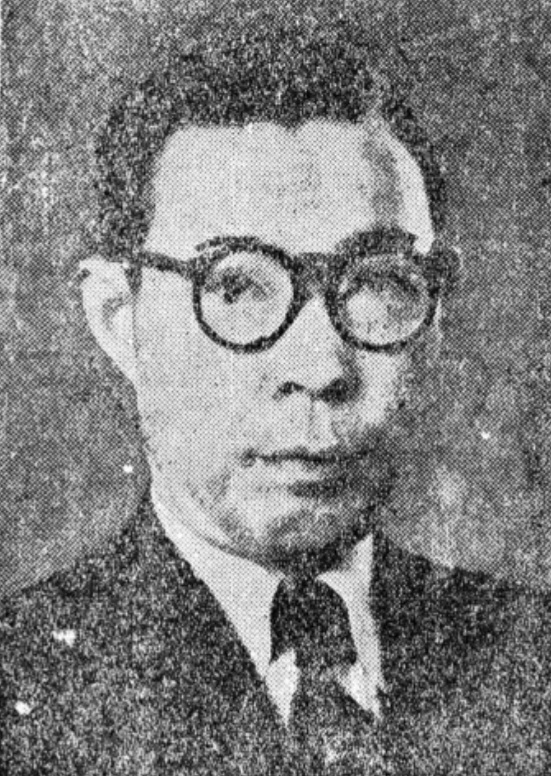
1960年ごろ

蘇 宣奎（ソ・ソンギュ、朝鮮語: 소선규、1903年 - 1968年8月17日）は、大韓民国の政治家。大韓民国建国初期の野党政治家で、第2・3・5・6代韓国国会議員（第5代は参議院議員）、初代参議院副議長。
本貫は晋州蘇氏。米軍政期に司法部次長を務めた蘇完奎は兄。

## 経歴
全羅北道益山生まれ。1928年に福島高等商業学校（のちの福島大学）を卒業し、東京商科大学（のちの一橋大学）に進学した。解放後は東大門区長、1946年にソウル特別市副市長を歴任した後、1950年の第2代総選挙では民主国民党候補として益山郡甲選挙区から出馬した。政党制度が確立されず、ほとんどの候補者が無所属で出馬した中、明確に政党の看板を掲げて初当選した。金性洙や申翼熙らが統率する当時の民主国民党は議員が25人しかない野党であったが、鋭い質疑をする闘士型の野党であった。1960年の四月革命の3か月後に行われた第5代総選挙の前、民主党は巨大与党になる可能性が高いと見られたため、蘇は金度演、柳珍山などと共に民主党の新旧両派を分離し、保守両党制にすべきだと提案した。予想の通りに民主党が大勝したため、蘇らが提案したとおり、新派の民主党と旧派の新民党に分裂した。しかし、1961年に5・16軍事クーデターの発生により、蘇はしばらく政治活動をやめた。1963年、民政への移転を控えて野党が乱立した際、蘇は金俊淵らとともに自由民主党の設立を主導し、創党委員長を務めた。同年の第6代総選挙の後、野党統合の動きにより民政党、自民党、民主党と国民の党の4つの党が統合した際、蘇はしばらく無所属で過ごした後、統合野党の民衆党に参加した。第6代国会の会期中、蘇は韓日協定について、長期的な視点から見れば必要だという信念を持ち、野党が「反対のための反対」に陥ってはならないという自分の論理で行動した。第6代国会の後、蘇は事実上政界から引退し、1968年に死去した。国会議員在任中に上記の他に憲法委員、商工委員長、民主党政策委員会議長、自民党最高委員も歴任した。